# Placówka Straży Celnej „Chróścin”

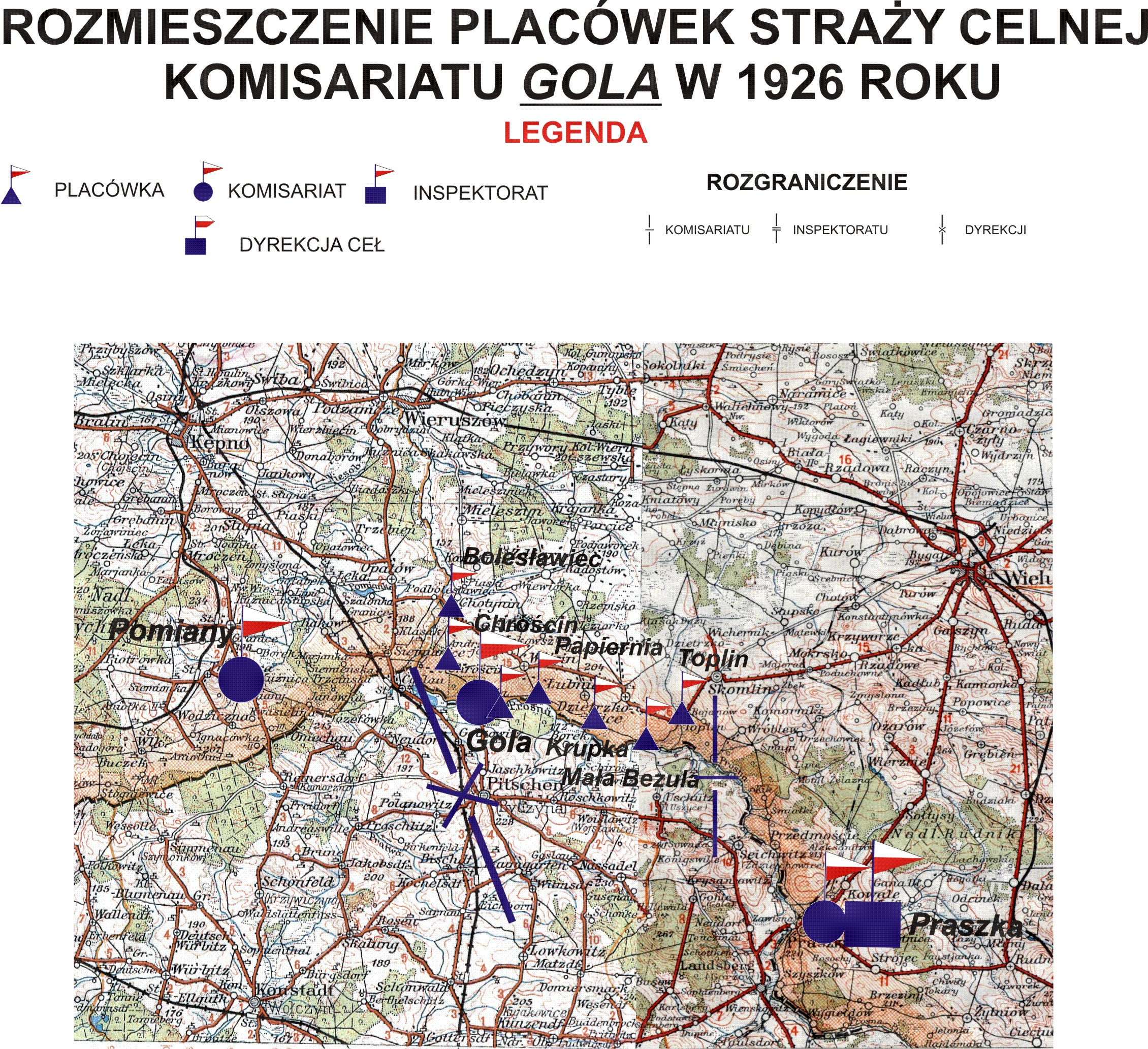
Rozmieszczenie placówek SC Komisariatu Gola

Placówka Straży Celnej „Chróścin” – jednostka organizacyjna Straży Celnej pełniąca w okresie międzywojennym służbę ochronną na granicy polsko-niemieckiej.

## Formowanie i zmiany organizacyjne
Na wniosek Ministerstwa Skarbu, uchwałą z 10 marca 1920 roku, powołano do życia Straż Celną. Od połowy 1921 roku jednostki Straży Celnej rozpoczęły przejmowanie odcinków granicy od pododdziałów Batalionów Celnych. W 1921 roku w Dzietrzkowicach stacjonował sztab 1 kompanii 5 batalionu celnego. 1 kompania celna jedną ze swoich placówek wystawiła w Chróścinie. Proces tworzenia Straży Celnej trwał do końca 1922 roku. Placówka Straży Celnej „Chróścin” weszła w podporządkowanie komisariatu Straży Celnej „Gola” z Inspektoratu SC „Praszka”.
W drugiej połowie 1927 roku przystąpiono do gruntownej reorganizacji Straży Celnej. W praktyce skutkowało to rozwiązaniem tej formacji granicznej. Ochronę północnej, zachodniej i południowej granicy państwa przejęła powołana z dniem 2 kwietnia 1928 roku Straż Graniczna.
Rozkazem nr 11 z 9 stycznia 1930 roku reorganizacji Wielkopolskiego Inspektoratu Okręgowego komendant Straży Granicznej płk Jan Jur-Gorzechowski ustalił numer i nową organizację komisariatu. Placówka Straży Granicznej I linii „Chróścin” znalazła się w jego strukturze.

## Funkcjonariusze placówki
Kierownicy placówki
| stopień          | imię i nazwisko, numer | okres pełnienia służby | kolejne stanowisko |
| ---------------- | ---------------------- | ---------------------- | ------------------ |
| starszy strażnik | Stefan Karpiński (790) | V 1926 – 1928          |                    |

Obsada personalna placówki w 1926:
- starszy strażnik Stefan Karpiński (790)
- strażnik Bronisław Jankowiak (836)
- strażnik Bronisław Dyszlewicz (727)
- strażnik Franciszek Kaczor (840)
- strażnik Aleksander Pietrzak (1131)
- strażnik Stanisław Pęciak (883)
- strażnik Teodor Gzik